# Azkena Rock Festival
Azkena Rock Festival (ARF) es un festival musical centrado en el rock y sus subgéneros, que se celebra anualmente en la ciudad de Vitoria, en Álava, País Vasco. Su primera edición tuvo lugar en 2002 y, desde entonces, se ha consolidado como una de las citas musicales más reconocidas del ámbito estatal por su propuesta artística centrada en nombres históricos del rock, así como bandas alternativas con proyección en escenas internacionales.
El festival se desarrolla principalmente en el recinto de Mendizabala, ubicado junto al centro de la ciudad, y atrae a asistentes de distintas partes del país y del extranjero. A lo largo de sus ediciones han participado artistas como Iggy & The Stooges, The Who, Bob Dylan, Kiss, Patti Smith, Sex Pistols, Queens of the Stone Age, Pearl Jam, Scorpions, Social Distortion, Wilco, The Black Crowes, Joan Jett, Alice Cooper o My Morning Jacket, entre muchos otros.

## Historia
La primera edición del Azkena Rock Festival se celebró en septiembre de 2002, impulsada por la promotora local Muskerra y desarrollada en la sala Azkena Gasteiz. A partir de 2003, la organización pasó a manos de la promotora Last Tour, lo que marcó el inicio de su crecimiento y consolidación como evento de referencia.
Ese mismo año se trasladó al recinto de Mendizabala, donde se habilitaron dos escenarios y una zona de acampada. La edición fue especialmente destacada por acoger la primera actuación en España de Iggy & The Stooges. Desde entonces, el festival ha mantenido un formato de varios días, ampliando su cartel y su alcance de público.
El festival ha pasado por distintas etapas: de un crecimiento sostenido durante la década de los 2000, con la participación de figuras como Tool, Deep Purple, The Pogues, Bad Religion, Wilco, The Jayhawks o Ryan Adams, a algunas ediciones más modestas por motivos presupuestarios. Aun así, ha mantenido su continuidad y su identidad como espacio de culto para aficionados al rock clásico, garage, punk, hard rock, southern, y otras ramas del género.

### 1.ª edición, 2002
La primera edición del Azkena Rock Festival tuvo lugar en la sala de conciertos Azkena Gasteiz y estuvo organizada por la promotora de conciertos Muskerra. Fueron tres días de conciertos, el 12, 13 y 14 de septiembre de 2002.
El cartel se modificó por la ausencia de The Catheters, que no podían actuar por «problemas técnicos» y fueron sustituidos por los madrileños Sex Museum.
El festival contó con tres fiestas de presentación, la primera fue el 1 de septiembre con un concierto de Nashville Pussy y Los Padrinos. La segunda fue una pinchada de rock el 8 de septiembre en Zaragoza. La tercera fue un concierto de Diamond Dogs (que volvieron a tocar en el festival) el 11 de septiembre en la sala Azkena Bilbao (Bilbao).
| 12 de septiembre | 13 de septiembre | 14 de septiembre   |
| ---------------- | ---------------- | ------------------ |
| Backyard Babies  | Supersuckers     | Mudhoney           |
| The Revolvers    | The Bellrays     | Five Horse Johnson |
| Sex Museum       | Raging Slab      | Diamond Dogs       |
|                  | Federation X     | Bonzos             |

### 2.ª edición, 2003
La segunda edición del ARF, ya organizada por Last Tour International, supuso un importante crecimiento del festival como tal. La edición de 2003 estuvo marcada por tres aspectos: el primero fue el cambio de emplazamiento. Se pasó de la sala Azkena Gasteiz al recinto de Mendizabala, con dos escenarios en el exterior y una zona de acampada. El hecho de que hubiese dos escenarios no significó que los conciertos solapasen en el tiempo, ya que se usaban alternativamente uno y otro, pudiendo así el público asistir a todos los conciertos programados:

«Aparte del cuidado cartel está la tranquilidad de Vitoria, el cumplimiento de los horarios y la comodidad con que se desarrolló [...] y la posibilidad de ver a todos los artistas, porque las actuaciones nunca se pisaban.»
–Víctor Lenore.

«Éxito total de público y organización en la segunda edición del Azkena Rock. En un marco ideal y perfectamente equipado para garantizar la comodidad de todos los asistentes, se ubicaron dos escenarios en los que -con escrupulosa puntualidad- se presentaron de forma alternativa las veinte bandas que formaban el excepcional cartel.»
–Xavier Llop.

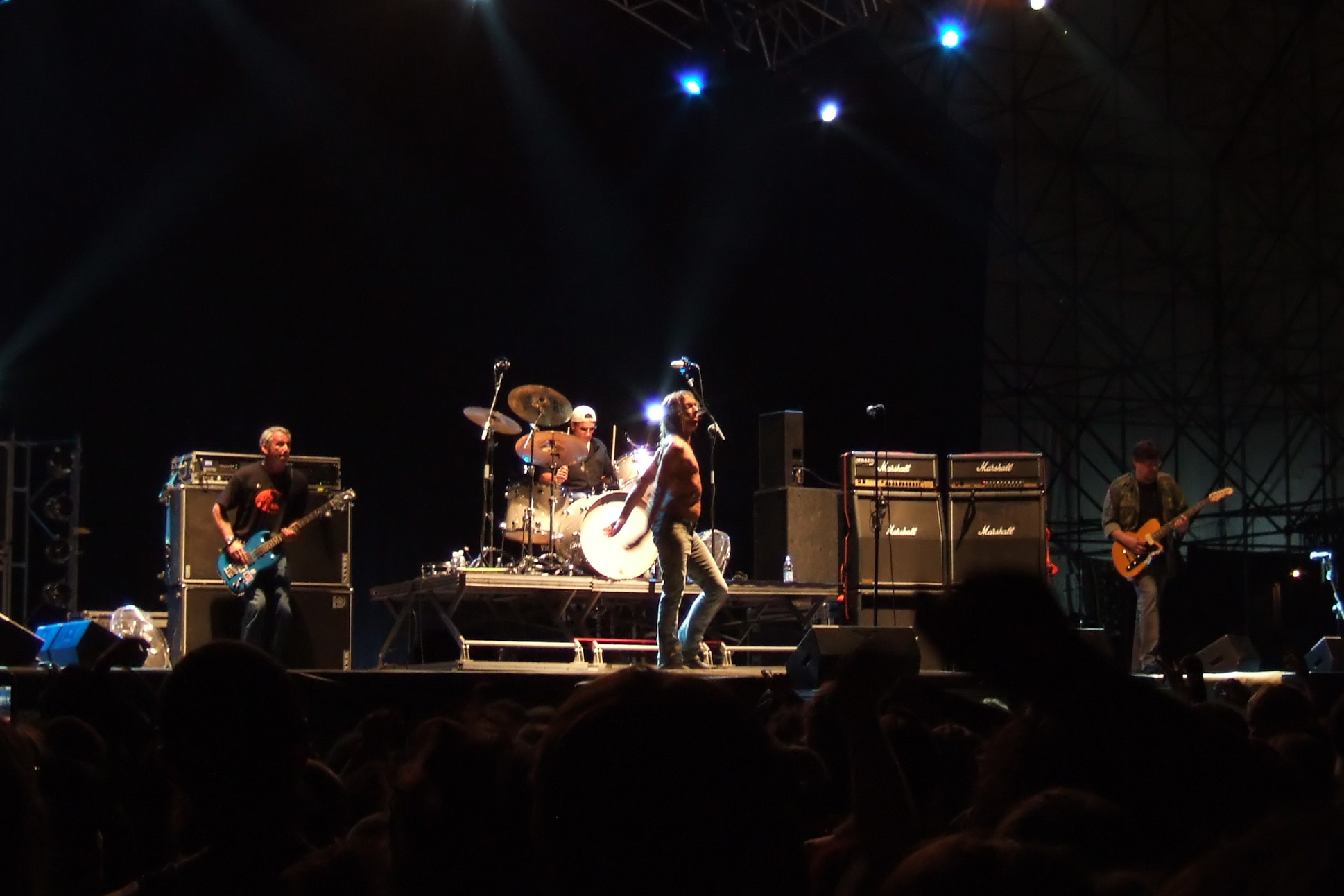
Los nuevos Stooges (foto en Milán, 2006): Mike Watt, Scott Asheton, Iggy Pop y Ron Asheton triunfaron en ARF 2003.

En segundo lugar, en el ARF se produjo la primera actuación en España de los recientemente resucitados The Stooges, que actuaron de cabezas de cartel para el viernes 12 de septiembre y que generaron una gran expectación. La práctica totalidad de la prensa especializada se mostró satisfecha con la actuación de los de Iggy Pop, en el que contaron con Steve MacKay, el saxofonista que participó en la grabación de Fun House:

«La cuestión era esa. Ver en esqueleto y pellejo [...] a los fuckin' putos STOOGES, para así poder palmarla con la conciencia y el mono tranquilos Había tantas ganas de saldar esa deuda histórica que el éxito de la banda insignia del Detroit Rock —y de tantas otras cosas— estaba más asegurado que el retiro de Emilio Botín.»
–Jaime Gonzalo.

«[...] lo más áspero y salvaje del viernes. La utilización del saxo en su show —agresivo, espasmódico, elegante, nada exhibicionista— debería ser asignatura obligatoria en las escuelas de rock. Tocaron dos veces "I wanna be your dog", y ya podemos contar algo a nuestros nietos.»
–Víctor Lenore.

«Eran más de 30 años esperando a ese momento, y ocurrió, para mí fue mágico, increíble [...] Fue el concierto de mi vida, lo digo con el corazón, yo estuve allí. Yo vi a Iggy & The Stooges, ningún pero, ningún reproche a nada ni a nadie. Ya tengo una razón más para morir tranquilo.»
–Kike Turmix.

El tercer aspecto fue la muerte de Johnny Cash el doce de septiembre, anunciada al público por The Jayhawks ese mismo día. No es que Cash fuese a actuar en el ARF (hacía años ya que no daba conciertos), pero la noticia cayó como una losa entre público y artistas, muchos de los cuales le recordaron durante sus actuaciones. Algunos, como The Jeevas o Ray Davies, realizaron versiones de sus canciones.
El anuncio de la actuación de The Jayhawks disparó rumores sobre la reunión de Mark Olson y Gary Louris al frente de la banda, dos de los miembros fundadores que se separaron amigablemente en 1995 tras grabar Tomorrow the Green Grass. La esperada reunión no se formalizó.
En total, pasaron por el ARF, según la organización, unas 12.000 personas, lo que supuso un éxito para la organización e hizo que el festival pasase de ser una promesa a un «festival sólido y con futuro», según Rockdelux.
| Zona conciertos | |
| 12 de septiembre | 13 de septiembre |
| Iggy & The Stooges Fireballs Of Freedom Cracker The Cramps The Jayhawks Ben Vaughn Jason Ringenberg & The Nashville Allstars Zein La Secta Paniks Combo Of Freedom | Ray Davies The Dictators The Hellacopters Steve Earle & The Dukes Teenage Fanclub Hermano The Jeevas Cherry Valence Jet Lag Petti & Etxeko Utza |

### 3.ª edición, 2004

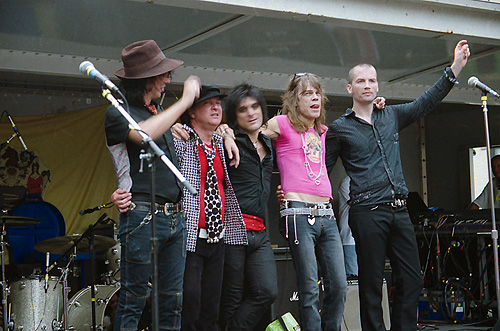
New York Dolls, una de las grandes bazas del ARF 2004.

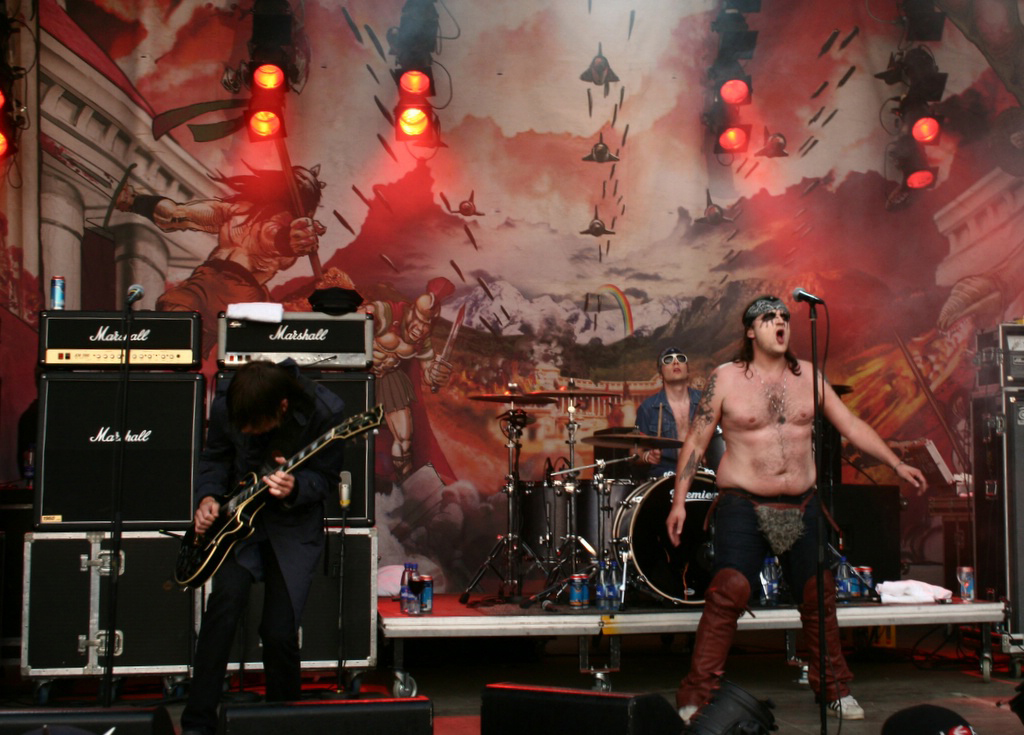
Turbonegro el sábado en ARF 2004.

La tercera edición del Azkena Rock Festival fue la más accidentada con diferencia de la historia del festival.
En mayo de 2004 se conocieron los primeros nombres: Urge Overkill, Redd Kross, The Screamin' Cheetah Weelies, Turbonegro, The Soundtrack Of Our Lives, Stacey Earle & Mark Stuart, Josh Rouse Band, Hoodoo Gurus, The Wildhearts y Kuraia. Tanto Hoodoo Gurus como Redd Kross alegaron que se encontraban grabando un nuevo álbum y no podían acudir a la cita. Finalmente no actuaron. Entre las principales bazas se encontraba DKT/MC5 en su primera actuación en España. A finales de junio ya se conocía la segunda ronda de confirmaciones: Velvet Revolver, Bide Ertzean, Five Horse Johnson, Jonny Kaplan & The Lazy Stars, Mark Lanegan Band, Matthew Sweet, The Mooney Suzuki, The Silos y 16 Horsepower.
El 12 de julio se hizo público en el programa Disco Grande de Radio 3 que los New York Dolls iban a tocar en el Festival. La noticia fue confirmada por la organización el 26 de julio en una nota de prensa. En un principio el festival realizó una programación para cuatro días, en lugar de los dos días que habían durado las anteriores ediciones. El primer día sería el jueves 9 de septiembre, con una fiesta de presentación en la que iban a participar New York Dolls, Five Horse Johnson y Urge Overkill. El concierto de los neoyorquinos era uno de los platos fuertes de esta tercera edición y se levantó una gran expectación por el concierto. También se anunció Los días 10 y 11 de septiembre se celebraría, aparte del festival propiamente dicho, una serie de conciertos de americana en la Sala Azkena. El día 11 sería el turno de Stacey Earle & Mark Stuart y el día 12 harían lo propio Ainara LeGardon, David Eugene Edwards y Tim O’Brien. Además, el domingo 12 se realizarían tres conciertos en el polideportivo de Mendizorroza en homenaje a Johnny Cash, fallecido el mismo día del año anterior y que, como se ha comentado, ocurrió al mismo tiempo que la segunda edición del ARF. A finales de mes fueron cayendo más nombres, entre ellos Radio Birdman, Ryan Adams, Violent Femmes y Flamin' Groovies, que serían cabezas de cartel para el sábado. El cartel se completó el 6 de agosto.
Poco antes del comienzo del festival comenzaron los primeros inconvenientes con la retirada del cartel de 16 Horsepower. El grupo comunicó a la organización que su batería, Jean Yves Tola, se había roto la rodilla. El grupo no viajaría a Vitoria, con lo que también se suspendió la actuación de su cantante David Eugene Edwards en los anunciados conciertos de americana, que se terminaron suspendiendo en su totalidad.
Durante la noche del 8 y la madrugada del 9 de septiembre, la noche anterior a la fiesta de presentación, cayó una tormenta en Vitoria. Para el ARF, las consecuencias fueron la inutilización de parte del equipo que se iba a utilizar en el polideportivo de Mendizorroza, que amaneció inundado, por lo que el mismo día 9 se improvisó un escenario en una de las carpas del festival, la carpa Mondosonoro, donde también se terminaron realizando los conciertos previstos de homenaje a Johnny Cash programados para el domingo. Este incidente provocó retrasos y colas para acceder al recinto, recibiendo la organización muchas quejas de parte del público. Como contrapartida la organización ofreció barra libre durante un tiempo a los asistentes a la carpa. 
El día 9 se conoció por la organización que The Soundtrack of Our Lives habían decidido no tocar. El grupo anunció a la LTI que su discográfica se negaba a que actuasen debido al retraso que llevaban en la grabación de su nuevo álbum. No era la primera vez que TSOOL cancelaban una actuación en el ARF. La edición anterior había ocurrido lo mismo (y la banda adujo los mismos motivos: retrasos en la grabación de un nuevo álbum), lo que llevó a LTI a declarar que vetarían de por vida a la banda. Este contratiempo obligó a rehacer el cartel: Mark Lanegan tocaría a la hora de TSOOL y su hueco sería rellenado por Stacey Earle & Mark Stuart, que en principio iba a acuar en la sesión matinal de la Sala Azkena. Ese año acudieron unas 15.000 personas al festival, unas cifras similares a las de la anterior edición.
|                                                                         | Zona Conciertos | |                                               |
| 9 de septiembre                                                         | 10 de septiembre | 11 de septiembre | 12 de septiembre                              |
| New York Dolls Five Horse Johnson Urge Overkill The Soulbreaker Company | Ryan Adams DKT/MC5 Fun Lovin' Criminals Radio Birdman Mark Lanegan Stacey Earle & Mark Stuart Josh Rouse Urge Overkill Mother Superior Bide Ertzean | Flamin' Groovies Violent Femmes Turbonegro Backyard Babies The Wildhearts Screamin' Cheetah Wheelies Obligaciones Matthew Sweet The Silos Jonny Kaplan & The Lazy Stars Kuraia | Roger McGuinn Mike Farris Walter Salas Humara |

### 4.ª edición, 2005
| Zona Conciertos                                                | | |
| 1 de septiembre                                                | 2 de septiembre | 3 de septiembre |
| Wilco The Steepwater Band Los Deltonos The Soulbreaker Company | Deep Purple Social Distortion Wilco Gov't Mule Drive-By Truckers The Dwarves Masters of Reality Rose Hill Drive Towers of London Split 77 | The Pogues Queens of the Stone Age Bad Religion Monster Magnet Television Beasts of Bourbon Juliette & The Licks Electric Six Brant Bjork & The Bros Hash |

### 5.ª edición, 2006
| Zona Conciertos                                                                                    | | |
| 31 de agosto                                                                                       | 1 de septiembre | 2 de septiembre |
| Iggy & The Stooges The Misfits The Waterboys Green On Red Young Fresh Fellows Guarro Sharon Stoner | New York Dolls Buckcherry Redd Kross Big Star Eagles of Death Metal Gang Of Four The Bottle Rockets Marah Uzzhuaia | Pearl Jam My Morning Jacket Wolfmother Nick Oliveri and the Mondo Generator Supagroup The Nomads Berri Txarrak Kim Salmon & The Surrealists Kriston |

### 6.ª edición, 2007

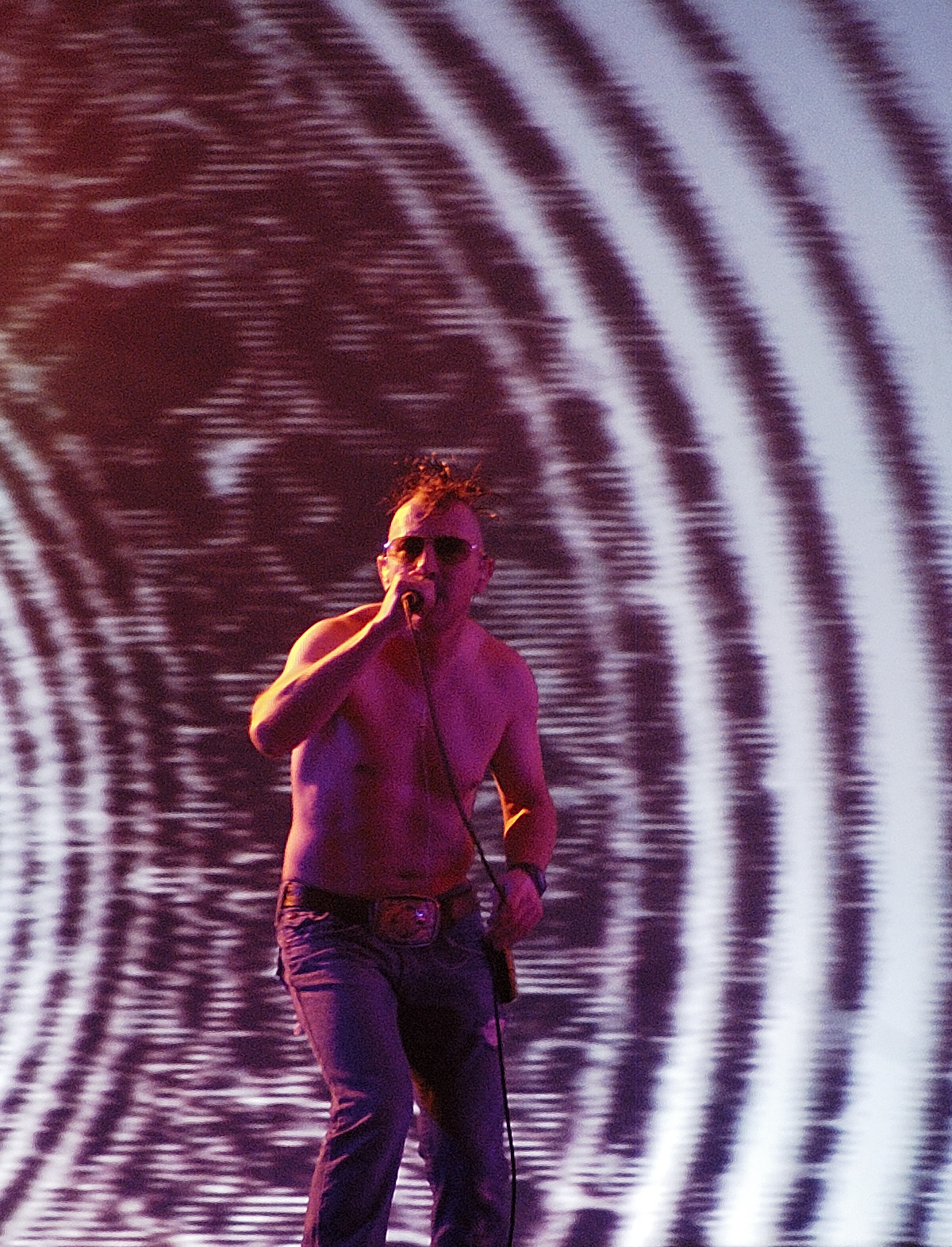
Tool, cabezas de cartel del viernes. En la foto, Maynard James Keenan, vocalista.

La edición 2007 del ARF se celebró rodeada de rumores continuos sobre su desaparición. Aparte de la continuidad del propio festival circularon rumores sobre un cambio de emplazamiento. Los objetivos marcados por Last Tour International fueron más modestos que en su edición de 2006, en los que llevaron un total de 40.000 personas en tres días.
A finales de mayo de 2007 se desvelaron los primeros nombres: Tool, Quique González y la Aristocracia del Barrio y Brant Bjork & The Bross. También se reveló que la localización sería la misma que en anteriores años, el recinto de Mendizabala, y que el festival un día y se celebraría el 31 de agosto y el 1 de septiembre. Alfonso Santiago, responsable de LTI ostró en una rueda de prensa su preocupación por la continuidad del festival, que estaba pasando por «dificultades económicas». Y es que el gasto de la edición del 2006, donde el presupuesto rondó los 2,5 millones de euros, repercutió en la salud financiera de LTI, que pedían más subvenciones al Ayuntamiento de Vitoria, con el que, según la promotora, tuvieron dificultades para negociar este año una posible nueva ubicación y presupuesto:

«Para que el Azkena Rock Festival continúe en 2008 en Gasteiz tenemos que ser competitivos y debemos replantearnos muchas cosas. Queremos que el festival siga pero para ello deben cambiar la situación y el marco actual.»
–Alfonso Santiago, LTI.

Ante un menor presupuesto, el festival se planteó una entrada más limitada, en cuanto a número de personas, y un cartel más modesto. Poco antes del verano lo poco que se sabía del festival es que Tool serían los controvertidos cabezas de cartel, un cartel que tardó en desvelarse de manera definitiva. Así no hasta poco antes de tres semanas del arranque del ARF cuando se anunció a los segundos cabezas de cartel: DKT/MC5.
La organización reconoció que era un cartel «menor» que el de la anterior edición y que hasta el último momento negociaron con Grinderman, The Hives o Motörhead, pero las negociaciones «no cuajaron». Los responsables empezaron a hablar de «año de transición»:

«Se puede decir que éste es un año de transición en el que, efectivamente, se vuelven a poner un poco los pies en la tierra. Y vamos a esperar a que pase el festival para ver qué puede ser lo mejor de cara al futuro del evento.»
–Ibai Villapún, LTI.

Al final terminaron pasando por el festival unas 16.000 personas, 8.000 por cada día, cumpliendo los objetivos que se había marcado la organización poco antes del evento.
| Zona conciertos | |
| 1 de septiembre | 2 de septiembre |
| Tool Heavy Trash Roky Erickson & the Explosives Giant Sand Diamond Dogs & The Silver Cats Horns Two Gallants Josele Santiago Los Coronas Las Furias | DKT/MC5 Hoodoo Gurus The Money Suzuki The Cynics The Answer Clawfinger Quique González y la Aristocracia del barrio Super 400 Sexty Sexsers Hoey & The Mussels |

### 7.ª edición, 2008

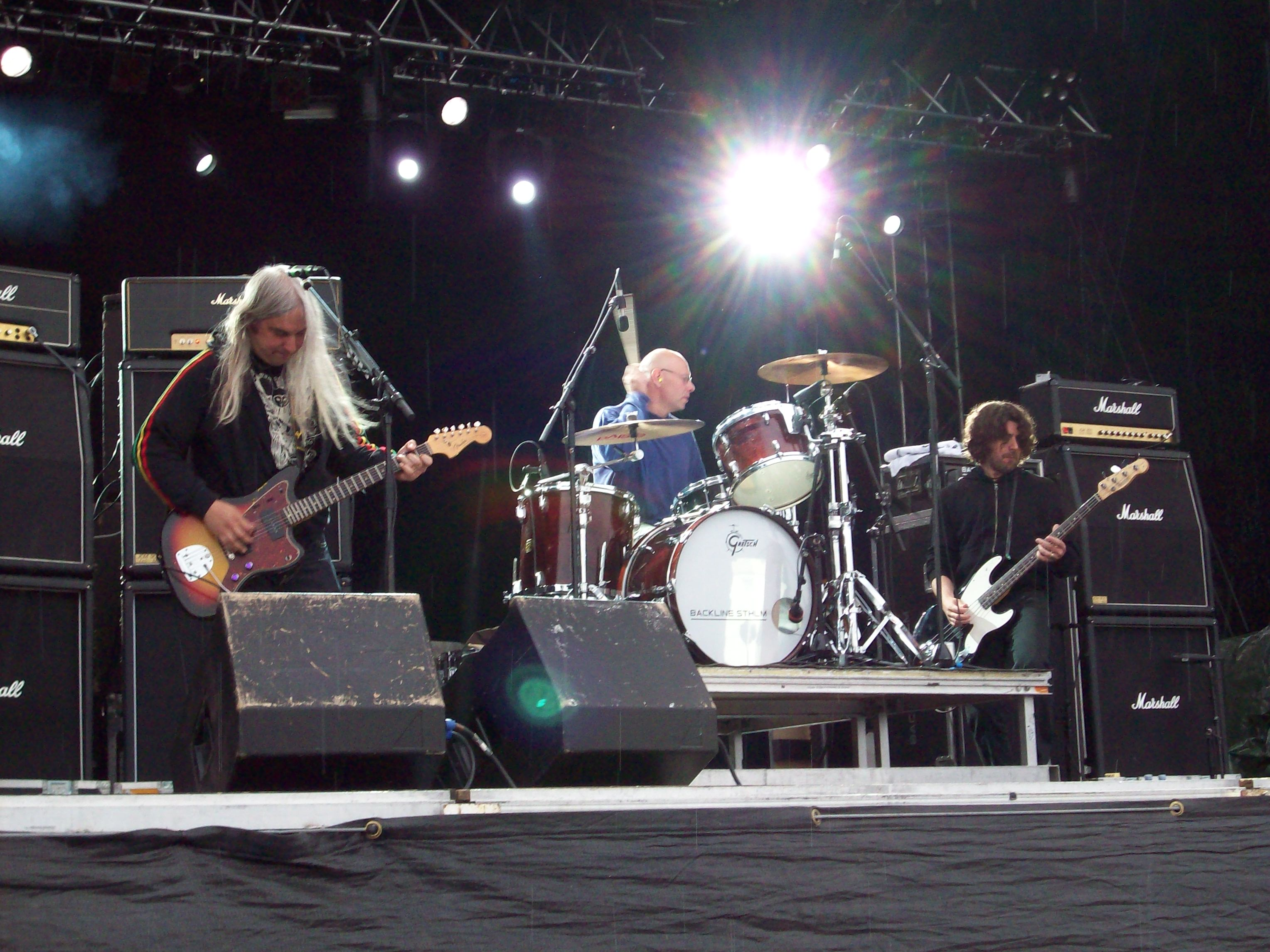
Dinosaur Jr., cabezas de cartel del sábado.

Después de la «edición de transición» de 2007, la nueva edición del ARF en 2008 comenzó con los habituales rumores sobre su posible desaparición o un cambio de emplazamiento. Una vez finalizadas las negociaciones entre las autoridades y LTI y aprobados los presupuestos municipales para el año 2008, se anunció que el ARF tendría una financiación pública de cerca de medio millón de euros que triplicaba la obtenida para anteriores ediciones.
La organización de LTI anunció el 3 de mayo que el ARF se celebraría los días 4, 5 y 6 de septiembre.
El 12 de junio la organización emitió un nuevo comunicado en el que confirmaba sus primeras bandas: Los Lobos, John Cale, The Gutter Twins, The Jon Spencer Blues Explosion, Blind Melon, The Sonics, Blue Cheer, Danko Jones, Duff McKagan's Loaded, Donita Sparks, Orange Goblin, The Quireboys, Truly, The Royal Cream y Animal Alpha. Los representantes locales fueron Sex Museum, Viaje a 800, Sorkun y Las Culebras. Las bandas elegidas eran relativamente conocidas fuera del circuito mainstream y aunque aún no existían bandas que claramente fuesen cabezas de cartel, al día siguiente Alfonso Santiago, director de LTI, declaró a El País que este año tendrían un «cartel jugoso»:

«Es cierto que el pasado años, tal y como se está poniendo el mercado, no teníamos la fuerza necesaria para arriesgar más de lo normal y decidimos recortar riesgos, pero esta vez tenemos un cartel jugoso.»
–Alfonso Santiago, LTI.

El 3 de julio se conocieron más nombres, entre ellos dos pesos pesados como The Jayhawks (cabeza de cartel para el sábado) y Ray Davies (en principio unos de los grandes nombres para el viernes), además de Hanoi Rocks, Marky Ramone, Hayseed Dixie, Lagartija Nick y Yawning Man. Según se pudo leer en Gara, estas últimas incorporaciones «dan forma a un festival que, en principio, no presenta estrellas capaces de atraer por sí solas a miles y miles de aficionados, pero ofrece bandas de peso que conocen bien nuestros escenarios y serán sin duda bien acogidas por una afición rockera que ha demostrado edición a edición su fidelidad al evento».
El cartel se terminó de completar a finales de junio, cuando se anunció la presencia de Sex Pistols (cabezas de cartel para el jueves), Dinosaur Jr. (cabezas de cartel para el sábado), The Lemonheads (cabezas de cartel del jueves), The BossHoss y Radio Moscow. También se anunció que el Azkena contaría con el show del Anti-Karaoke durante viernes y sábado.
La madrugada del 11 de agosto fue hospitalizado Antonio Arias, cantante y bajista de Lagartija Nick, que se encontraban realizando una gira por el 25 aniversario de su álbum Inercia (y confirmados para el día 4 de septiembre en el ARF). Durante un concierto de la banda se golpeó en el pecho con una valla de protección al intentar saltar sobre el público. Le diagnosticaron traumatismo torácico y neumotórax.
La semana anterior al arranque del festival se supo que uno de los músicos de la banda de Donita Sparks se encontraba enfermo y la estadounidense canceló su actuación. La organización la sustituyó con Baby Woodrose.
| 4 de septiembre | 4 de septiembre | 5 de septiembre | 5 de septiembre | 6 de septiembre                 | 6 de septiembre  |
| --------------- | --------------- | --------------- | --------------- | ------------------------------- | ---------------- |
| Escenario 1     | Escenario 2     | Escenario 1     | Escenario 2     | Escenario 1                     | Escenario 2      |
| The Lemonheads  |                 | The Quireboys   |                 | The Jon Spencer Blues Explosion |                  |
| Marky Ramone    |                 |                 | Blind Melon     |                                 | Los Lobos        |
|                 | The BossHoss    | Sex Pistols     |                 | Dinosaur Jr.                    |                  |
| Radio Moscow    |                 | Ray Davies      |                 | The Jayhawks                    |                  |
|                 | Hayseed Dixie   |                 | Danko Jones     |                                 | The Gutter Twins |
| Yawning Man     |                 | The Sonics      |                 | Duff McKagan's Loaded           |                  |
|                 | Lagartija Nick  |                 | Blue Cheer      |                                 | Orange Goblin    |
|                 |                 | Hanoi Rocks     |                 | John Cale & Band                |                  |
|                 |                 |                 | Truly           |                                 | Sex Museum       |
|                 |                 | Animal Alpha    |                 | Baby Woodrose                   |                  |
|                 |                 |                 | Sorkun          |                                 | The Royal Cream  |
|                 |                 |                 | Viaje a 800     |                                 | Las Culebras     |

| Zona conciertos                                                                               | | |
| 15 de mayo                                                                                    | 16 de mayo | 17 de mayo |
| The Lemonhead Marky Ramone The BossHoss Radio Moscow Hayseed Dixie Yawning Man Lagartija Nick | Sex Pistols Ray Davies The Sonics Blind Melon Hanoi Rocks Danko Jones Blue Cheer Truly The Quireboys Viaje a 800 Sorkun Animal Alpha | The Jayhawks Dinosaur Jr. Blues Explossion! The Gutter Twins Duff McKagan's Loaded John Cale & Band Los Lobos Baby Woodrose Orange Goblin The Royal Cream Sex Museum Las Culebras |

### 8.ª edición, 2009
| Zona conciertos | | |
| 15 de mayo | 16 de mayo | 17 de mayo |
| The Breeders Juliette Lewis Hardcore Superstar The Freeks White Denim The Queers Jenny Dee & The Deeliquents Burning | The Black Crowes Soul Asylum The Zombies UK Subs Eli "Paperboy" Reed Electric Eel Shock Dr. Dog The Fabolous Thunderbirds Elliot Brood Howlin Rain Jon Ulecia | Alice Cooper Molly Hatchet Fun' Loving Criminals The Toy Dolls TSOOL Mike Farris Wovenhand Jonny Kaplan The New Christs Dan Auerbach Reverendo Parker |

### 9.ª edición, 2010
| Zona conciertos | | |
| 24 de junio | 25 de junio | 26 de junio |
| Gov't Mule Airbourne The Hold Steady Kitty, Daisy & Lewis The Black Lips The Jim Jones Revue Th' Legendary Shack Shakers Baskery Bronzes | Kiss Slash The Damned Imperial State Electric The Saints Teddy Thompson Imelda May El Vez Dan Baird & Homemade Sin The Hot Dogs 77' | Bob Dylan The Hives Chris Isaak Bad Religion Toilet Boys Robert Gordon & the Gang they Couldn't Hang NRBQ The Cubical The Russian Roulettes Maggot Brain Audience |

### 10.ª edición, 2011
| Zona conciertos                                                                        | | |
| 23 de junio                                                                            | 24 de junio | 25 de junio |
| Ozzy Osbourne Rob Zombie The Cult Eels Black Country Communion Kyuss Lives! Bizardunak | Queens of the Stone Age Cheap Trick Primus Bad Brains Reverend Horton Heat Blue Rodeo Clutch Atom Rhumba This Drama Rival Sons Dirty York The Riff Truckers | Brian Setzer's Rockabilly Riot Paul Weller Gregg Allman Thin Lizzy Bright Eyes Band of Horses The Avett Brothers Arizona Baby New Bomb Turks The Whybirds The Knockouts Juke Box Racket |

### 11.ª edición, 2012
| Zona conciertos | | |
| 14 de junio | 15 de junio | 16 de junio |
| Twisted Sister Status Quo Blue Oyster Cult Dropkick Murphys Pentagram Graveyard SI Cranstown Steel Panther Israel Nash Gripka Porco Bravo Dr. Maha's Miracle Tonic | Ozzy Osbourne & Friends The Mars Volta Black Label Society Rich Robinson band Danko Jones Gallows Gun The Screaming Tribesmen Lisabo The Amazing Luger Pontus Snibb 3 Willis Drummond Dick Brave and the Backbeats | Lynyrd Skynyrd The Darkness My Morning Jacket M. Ward Charles Bradley & his Extraordinaries North Mississippi All Stars Duo Hank 3 The Brian Jonestown Massacre Lee Fields & the Expressions Green on Red's Dan Stuart and Sacri Cuori Band Frank Turner & the Sleeping Souls Sallie Ford & the Sound Outside The Union Triggerfinger |

### 12.ª edición, 2013
| Zona conciertos | |
| 28 de junio | 29 de junio |
| The Black Crowes The Smashing Pumkpins M Clan Alberta Cross The Sword The Sheepdogs Horisont Sex Museum The Socks Quaoar | The Gaslight Anthem Gov't Mule Rocket from the Crypt Los Enemigos Walking Papers JJ Grey & Mofro Uncle Acid & the Deadbeats Troubled Horse Heaven's Basement Los Zigarros |

### 13.ª edición, 2014
| Zona conciertos | |
| 20 de junio | 21 de junio |
| Scorpions The Stranglers Seasick Steve Unida Turbowolf Marah Hudson Taylor Monster Truck Bombus 13 Left to Die Attikus Finch Bourbon The Midnight Travellers Vucaque | Blondie Violent Femmes Wolfmother Joe Bonamassa The Strypes Deap Vally Kadavar Royal Thunder The Temperance Movement Niña Coyote eta Chico Tornado The Soulbreaker Company Niño y Pistola Arenna Bluenaticos |

### 14.ª edición, 2015
| Zona conciertos | |
| 19 de junio | 20 de junio |
| ZZ Top Television performing Marquee Moon L7 D-Generation Black Mountain The Dubrovniks JD McPherson The White Buffalo The Last Internationale Lee Bains III & the Glory Fires Nico Duportal and His Rhytim Dudes Sven Hammond Mad Martin Trio Highlights | Mastodon Ocean Colour Scene Red Fang Cracker Kvelertak Eagles of Death Metal Woven Hand Off! Reigning Sound John Paul Keith Powersolo The Outside Hours Black Horde |

### 15.ª edición, 2016
| Zona conciertos | |
| 17 de junio | 18 de junio |
| Danzig The Hellacopters Lucinda Williams Gutterdämmerung feat. Henry Rollins Blackberry Smoke Vintage Trouble Jean Beauvoir Daniel Romano Jared James Nichols Luke Winslow-King The London Souls The Sex Organs Los Brazos The Flying Scarecrow | The Who Imelda May Radio Birdman Refused 091 Supersuckers The Scientist Fields of the Nephilim Marky Ramone's blitzkrieg 40 years of punk The Vintage Caravan Raveneye Cobra The Milkyway Express Sumisión City Blues |

### 16.ª edición, 2017
| Zona conciertos | |
| 23 de junio | 24 de junio |
| John Fogerty Cheap Trick The Hellacopters Graveyard King's X Hellsingland Underground The Meteors The Shelters Tygers of the Pang Tang The Godfathers Crank County Daredevils The Soulbreaker Company Fetixe Los Mambo Jambo Billie & the Kids | Chris Isaak The Cult Union Carbide Productions Michael Kiwanuka Loquillo Thunder Bloodlights Inglorious Psycotica Pat Capocci Buck & Evans SCR Wyoming & Los Insolventes Bob Log III |

| Espacio Trashville | |
| 23 de junio | 24 de junio |
| King Automatic The Cyborgs Vurro Shakin' Brothers Reyes Torío Documental Rocknrollers Lucha Extrema. Sin Indulto y Sin Empate Dj Mr.Howard The Old Fox & The Hen The Bears. | Bob Log III Pelo Mono The Devils Lost Angeles DJs Bob Cosby DJs Proyección documental Rocknrollers Lucha Extrema Sin Indulto y Sin Empate Pat Briggs (Psychotica) DJs |

### 17.ª edición, 2018
| Zona conciertos | |
| 22 de junio | 23 de junio |
| Van Morrison MC50 Chris Robinson Brotherhood Dead Cross Rival Sons Girlschool Nebula Man or Astro-man? The Sheepdogs Thee Hypnotics The Allnighters The Soul Jacket Tutan Come On The Sheepdogs | Joan Jett & the Blackhearts Mott the Hoople Gluecifer Turbonegro Beasts of Bourbon Berri Txarrak Carlos Vudú y el Clan Jukebox plays Tom Petty The Dream Syndicate Nuevo Catecismo Católico Sol Lagarto Lords of Altamont Mamagigi's James Taylor Quartet |

| Espacio Trashville | |
| 22 de junio | 23 de junio |
| The 5.6.7.8's Bloodshot Bill The Sensational Second Cousins Hombre Lobo Internacional Diego RJ (R3) Tomás Cowabunga J.F. Leon Toni Love The Yelling Kitchen Prince | Reverend Beat-Man ft. Sister Nicole Izobel Garcia Dead Elvis & His One Man Grave WolfWolf Hugo Race & Michelangelo Russo Fernando Navarro AC / DJ Party Hard DJ El Viejo Zorro y La Gallina The Yelling Kitchen Prince |

### 18.ª edición, 2019
| Zona conciertos | |
| 21 de junio | 22 de junio |
| Stray Cats The B-52's Deadland Ritual Blackberry Smoke Glassjaw The Living End Lucero Inglorious Tropical Fuck Storm The Hillbilly Moon Explosion Surfbort Micky & The Buzz Giante | Wilco Tesla Philip H. Anselmo & The Illegals perform Pantera Corrosion of Conformity Meat Puppets Morgan Unsane Starcrawler Garbayo Outgravity |

| Espacio Trashville                                                                                 |                                                                      |
| 21 de junio                                                                                        | 22 de junio                                                          |
| Blind Rage and Violence The Cheating Hearts Dollar Bill & His One Man Band Los Duques de Monterrey | Los Torontos Pussycat and the Dirty Johnsons The Courettes DeadBeatz |

### 19.ª edición, 2020
Patti Smith & Band

Social Distortion

L7

Fu Manchu

The Reverend Horton Heat

The Steepwater Band

The Faithless

### 23.ª edición, 2024
- Jane's Addiction
- Ty Segall
- Bonafide
- Queens of the Stone Age
- L7
- Arde Bogotá
- Band of Horses
- Sheryl Crow
- Mavis Staples